# High yellow

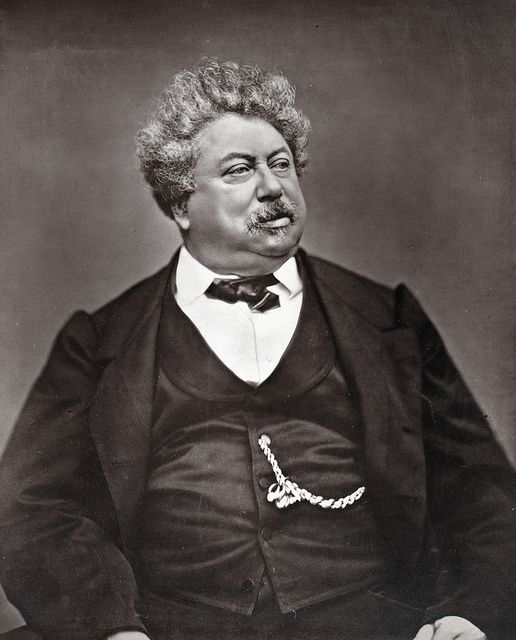
El novelista francés Alejandro Dumas (padre) fue llamado "High yellow" en la revista Time.

High yellow , o en ocasiones simplemente  yellow  (en el lenguaje vulgar afroamericano: yaller  o yeller ), es un término en inglés que designa a personas con piel clara que tienen ancestros africanos. Es una referencia para el tono de piel de color amarillo dorado de algunas personas de raza mixta. El término fue común en los Estados Unidos a finales del siglo XIX y las primeras décadas del siglo XX y aparece en muchas canciones populares de la época, como "The Yellow Rose of Texas".

## Origen del nombre
"High" (alto) es una referencia a un sistema de clases sociales en el que el color de la piel es un factor importante, los de piel más clara (con más ascendencia blanca) se colocaban en la parte superior y los de piel oscura en la parte inferior. Los high yellows, aunque aun considerados parte de la clase étnica afroamericana, eran considerados por muchos la parte superior de esa clase.

## Color de la piel
Muchos high yellows tienen la piel clara como los europeos y aún más clara que algunos europeos. Su tono de piel específico es causado generalmente por una mezcla de ascendencia europea, son mulatos (hijo de blanco y negro) o cuarterones (hijo de mulato y blanco). En otros casos, algunos individuos afrodescendientes simplemente tienen los genes de la piel naturalmente más claros que la mayoría de los otros africanos, sin ser mestizos. Un grupo étnico donde es este el caso son los Shinasha del oeste de Etiopía, que llevó a un explorador a teorizar que era evidencia de que la "raza yellow" (amarilla) eran los habitantes originales de esta parte de África. Estudios concluyen que la diversidad de color de la piel humana natural es más alta en las poblaciones africanas subsaharianas por lo tanto, muchos africanos subsaharianos o personas de ascendencia africana subsahariana (negros) tienen naturalmente una piel más clara.

## Uso como distinción de clase social
En un aspecto del colorismo, los "High yellow" también estaban relacionados con las distinciones de clase social entre las personas de color. En el período de la posguerra tras la Guerra de Secesión, en Carolina del Sur, según lo que cuenta el historiador Edward Ball, "Miembros de la élite de color fueron llamados 'high yellow' (amarillo alto) por su tono de piel", así como términos de la jerga que significaban snob. En Nueva Orleans, el término "High yellow" se asoció con el criollo "brahmanés". En la biografía  de Duke Ellington, oriundo de Washington D. C., escrita por David Bradbury, dice que la vida social de la ciudad fue dominada por las familias de piel clara 'High yellow', algunos lo suficientemente pálidos como para 'pasar por blanco', que rechazaban y despreciaban a los afroamericanos más oscuros. El comportamiento de la alta sociedad yellow era una réplica de la alta sociedad blanca, excepto que mientras que la mujer blanca había invertido fuertemente en rizados y permanentes y, al menos cuando eran jóvenes, cultivaban un bronceado intenso, la mujer de color usaba lociones de lejía "blanqueadoras" de la Sra. Walker y plancha para alisar su cabello.
En algunos casos la confusión del color con la clase surgió porque algunos de los negros de piel más clara procedían de familias libres de herencia mezclada de antes de la Guerra de Secesión, que ya habían comenzado a acumular educación y propiedades. Además, algunos de los más ricos plantadores blancos hicieron un esfuerzo para que sus hijos "naturales" (el término para los niños nacidos fuera del matrimonio con mujeres esclavas) fueran educados y algunos incluso pasaron a su propiedad.
Estas distinciones sociales hicieron el Harlem cosmopolita más atractivo para los negros. Sin embargo, el Cotton Club de la era de la prohibición "tenía una política de audiencia segregada, blancos - como público y, conscientes del color, una política de contratación de chicas 'high yellows' como coristas". Era común que los afroamericanos de piel más clara celebraran las "fiestas de la bolsa de papel" y que admitieran sólo a aquellos cuya tez era más clara que la de una bolsa de papel marrón. Zora Neale Hurston colocó en el Glossary of Harlem Slang de 1942, "high yaller" al comienzo de la entrada sobre la escala de colores:

"high yaller, yaller, high brown, vaseline brown, seal brown, low brown, dark brown"

## Aplicado a individuos
El escritor francés Alejandro Dumas, descendiente de un general haitiano mulato (a su vez hijo de un terrateniente francés y una esclava de su propiedad), tenía la piel "tan amarilla que era casi blanco", en una revisión de 1929, la revista TIME lo tildó de "novelista high yellow".

## En el arte y la cultura popular
La terminología y sus aspectos culturales fueron explorados en la obra Dael Orlandersmith hace de Yellowman, finalista en 2002 del Premio Pulitzer de drama. La obra muestra a una niña de piel oscura cuya propia madre "inadvertidamente le enseña el dolor del rechazo y la importancia de ser aceptado por los chicos 'high yellow'." Un crítico describió el término como "el poder inherente y difícil de manejar para incitar a los estadounidenses negros a dividirse con fervor e intensamente" como pocos otros.
La frase sobrevive en canciones como "The Yellow Rose of Texas", que originalmente se refería a Emily Morgan, una sirvienta mulata contratada, apócrifamente asociada con la Batalla de San Jacinto, pero que más tarde fue censurada. La canción de Blind Willie McTell "Lord, Send Me an Angel" tiene a su protagonista obligado a elegir entre tres mujeres, descritas como "Atlanta yellow", "Macon brown" y una "Statesboro blackskin". La canción de Bessie Smith "I've Got What It Takes", por Clarence Williams, se refiere a un novio "high yeller" que se "volvió realmente pálido" cuando no esperaba poder salir de la cárcel. Tan recientemente como en 2004, la cantautora blanca de R&B Teena Marie lanzó una canción titulada "High Yellow Girl", dijo que por su hija Alia Rose, que es mulata. La frase relacionada "high brown" fue usada por Irving Berlin en la letra original de "Puttin' on the Ritz". El rapero Jay-Z se refiere a su esposa, la cantante Beyoncé, como "mi gran high yellow", en su canción del 2009 "Off That", del álbum The Blueprint 3.